# Consonne occlusive palatale voisée
La consonne occlusive palatale voisée est un son consonantique assez rare dans les langues parlées. Le symbole dans l’alphabet phonétique international est [ɟ]. Ce symbole est originellement un f minuscule ‹ f › culbuté sans relation phonétique avec le f minuscule [f] qui transcrit une fricative. Ce symbole est fréquemment représenté par un j minuscule barré sans point, le j minuscule [j] transcrivant une consonne spirante palatale voisée, donc un son voisin de [ɟ].

## Caractéristiques
Voici les caractéristiques de la consonne occlusive palatale voisée.
- Son mode d'articulation est occlusif, ce qui signifie qu'elle est produite en obstruant l’air du chenal vocal.
- Son point d'articulation est dit palatal, ce qui signifie qu'elle est articulée avec le milieu ou l'arrière de la langue contre le palais rigide.
- Sa phonation est voisée, ce qui signifie que les cordes vocales vibrent lors de l’articulation.
- C'est une consonne orale, ce qui signifie que l'air ne s’échappe que par la bouche.
- C'est une consonne centrale, ce qui signifie qu’elle est produite en laissant l'air passer au-dessus du milieu de la langue, plutôt que par les côtés.
- Son mécanisme de courant d'air est égressif pulmonaire, ce qui signifie qu'elle est articulée en poussant l'air par les poumons et à travers le chenal vocatoire, plutôt que par la glotte ou la bouche.

## En français
Le français standard ne possède pas le [ɟ]. Cette articulation se rencontre néanmoins comme un allophone de g devant une voyelle antérieure ou de d̪ devant le son [i].

## Autres langues
Le corse retranscrit cette consonne par la lettre ‹ ghj ›, comme dans maghju (mai) ou oghje (aujourd'hui). C'est également le cas de certains dialectes toscans et calabrais.
L'occitan auvergnat utilise typiquement le phonème [ɟ] pour exprimer [g] devant les voyelles [i] et [y]. Par exemple les mots guidar (« guider ») et benvenguda (« bienvenue ») s'y prononcent respectivement [ɟiˈda] et [bə.veŋˈɟy.dɔ].
L'arpitan utilise également le phonème [ɟ] mais proche de [dj],  comme dans « diot » [ˈɟo].
L'italien peut utiliser le [ɟ] pour retranscrire [ɡj] comme dans les mots ghetto et ghianda.
Cette consonne est commune en hongrois, où elle est notée ‹ gy › comme dans Magyarország (Hongrie) [mɒɟɒrorsaːg] ainsi qu'en albanais qui la transcrit  ‹ gj › comme dans përgjigje ( réponse ) [pərɟiɟe] ou Gjergj ( George ) [ɟorɟ].
Le letton retranscrit cette consonne par la lettre ‹ ģ ›.
Dans plusieurs dialectes bretons, et notamment le vannetais, elle représente la réalisation usuelle de [ɡ] devant les voyelles antérieures (e, i, u).
La consonne existe en macédonien dans le dialecte standard et dans plusieurs autres. Elle est notée avec le gué accent aigu ‹ ѓ › en alphabet cyrillique macédonien et transcrite ‹ ǵ › ou ‹ gj › en alphabet latin.
En tchèque et en slovaque, cette consonne s’écrit ‹ ď ›, ou ‹ d › devant ‹ i › et ‹ í › (et devant ‹ ě › en tchèque et devant ‹ e › en slovaque).
Le wolof transcrit ce phonème ‹ j ›.